# Jägernotprogramm

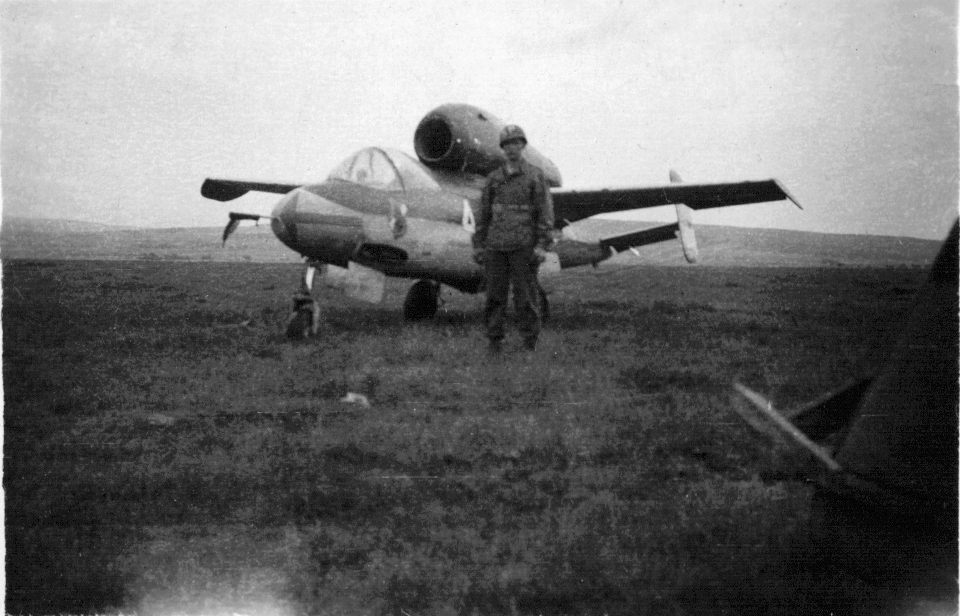
Heinkel He 162 mit einem amerikanischen Soldaten (1945/46)

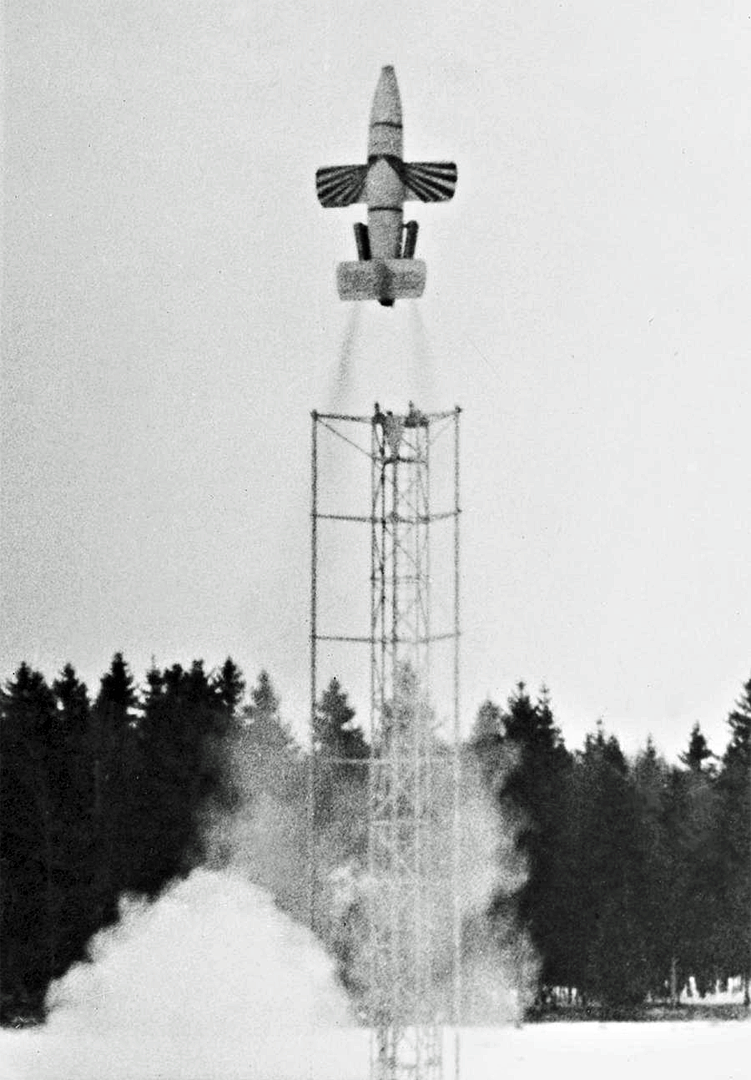
Unbemannter Start eines Bachem-Ba-349-Prototyps, 1944

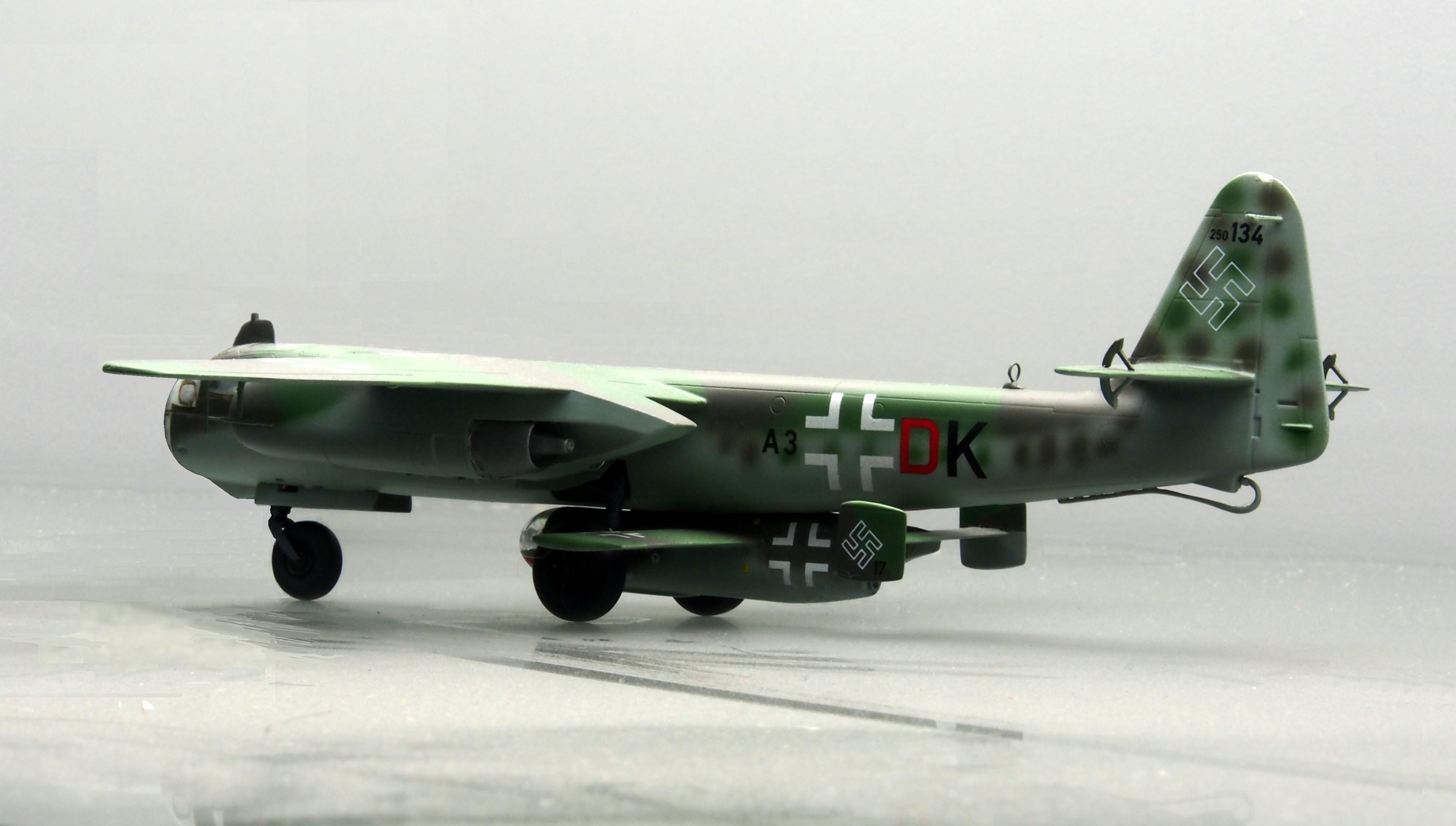
Arado E.381 und Arado Ar 234 „Mutterflugzeug“

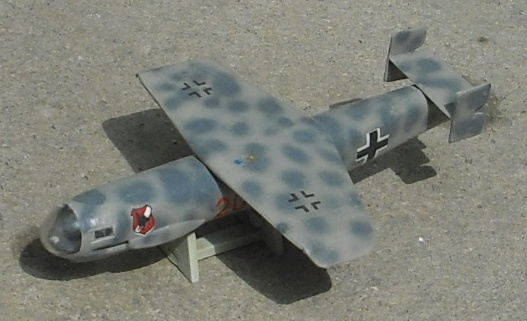
Heinkel P.1077 „Julia“

Der Begriff Jägernotprogramm bezeichnet ein gegen Ende des Zweiten Weltkriegs entwickeltes Konzept des Reichsluftfahrtministeriums, das durch den Bau massenproduzierbarer Abfangjäger der alliierten Bomberoffensive Einhalt gebieten sollte.

## Konzept
Hintergrund des Programms waren die ab Anfang 1944 stark intensivierten alliierten Bombenangriffe gegen deutsche Industrieziele und Städte. Aus diesem Grund entschied die Luftwaffe ab November 1944, die Produktion von Bombern vollständig zugunsten der Jagdflugzeuge einzustellen. Mit diesen Flugzeugen sollten Bombenangriffe abgewehrt und die Kriegsindustrie entlastet werden. In dieser Hinsicht stellt die Bekanntgabe des Jägernotprogramms eine Abkehr von der zuvor propagierten „Vergeltung“ der alliierten Angriffe dar.
Zusätzlich zur Produktionssteigerung sollten auch neue Typen zum Einsatz kommen. Die entwickelten Flugzeuge sollten dabei verschiedene Kriterien erfüllen:
- moderne Antriebstechnologie durch Raketen- oder Strahlantrieb, um den eskortierenden Flugzeugen zu entkommen und ausschließlich Bomber angreifen zu können.
- leicht zu beherrschendes Flugverhalten, um auch von schnell ausgebildeten Piloten aus der Hitlerjugend oder vom Volkssturm geflogen werden zu können.
- Verwendung leicht verfügbarer Materialien wie etwa Holz oder Eisen, um eine schnelle und billige Massenproduktion zu ermöglichen.
- Kurzstartfähigkeiten und hohe Steigrate (als Objektschutzjäger waren dafür lange Flugzeiten verzichtbar).

Im Rahmen des Programms wurden daher auch ganz neue Flugzeugauslegungen in Betracht gezogen, so Raketenflugzeuge wie die Messerschmitt Me 163 oder die Bachem Ba 349, welche im letzteren Fall gar senkrecht startete und nur einen einzigen Einsatz fliegen konnte – eine Landung war nicht vorgesehen, der Pilot musste aussteigen. Es wurden antriebslose „Kampfgleiter“ und sogar „Selbstopferflugzeuge“ angedacht.

## Tatsächlicher Verlauf
Die meisten der zahlreichen Entwürfe kamen aufgrund des bald folgenden Kriegsendes nicht über den Projekt- oder Modellstatus hinaus. Zur Erprobung gelangten lediglich die ab Sommer 1944 entwickelten Heinkel He 162 „Volksjäger“ und Bachem Ba 349 „Natter“. Kampfeinsätze dieser Typen fanden lediglich bei der He 162 in geringem Umfang statt. Die Flugerprobung und Einsätze dieses Typs sind bemerkenswert, denn die angestrebte einfache Bedienbarkeit war nach Ansicht von Testpiloten und Flugexperten nicht gegeben. Ebenso verursachten konzeptionelle Fehler wie die geringe Flugzeit zahlreiche tödliche Unfälle. Auf diese Weise wäre das „Volksjäger“-Konzept hinfällig gewesen.
Trotz des faktischen Misserfolges des Jägernotprogramms nahmen die Entwürfe bereits zahlreiche später wichtige Technologien des Flugzeugbaus vorweg. Dies waren neben den modernen Strahltriebwerken auch Entwicklungen wie Delta- und Pfeilflügel, Schleudersitze, Schwenkflügel und VTOL. Andererseits jedoch stellten zahlreiche im Rahmen des Programms erdachte Konzepte eher verzweifelte Maßnahmen dar. Auch der Raketenantrieb für Flugzeuge konnte sich nicht durchsetzen.